# Солдатская песня (мультфильм)
«Солдатская песня» — российский рисованный мультфильм 2009 года, созданный на студии «Пилот». Режиссёр Елена Чернова создала его по мотивам сказки Саши Чёрного.
Мультфильм входит в мультсериал «Гора самоцветов». В начале мультфильма — пластилиновая заставка «Мы живём в России — Краснодар». Премьера состоялась в программе «Святки с мультфильмами» 18 января 2009 года.

## Сюжет
Не в некотором царстве, а в Российском государстве, ещё при царях-императорах дело было. На южных рубежах воинство наше стояло. Время было мирное, то есть войны не было. Мир-миром, а служба армейская идёт своим ходом. Служат солдаты свою службу, а рядом с ними — ангелы, их хранители, тоже службу несут, приглядывают за своими подопечными. Каждый ангел со своим солдатом схож — прямо одно лицо. Только у солдат всё по ранжиру да по званию, а вот ангелы равны между собой. Всегда между собой в светлом согласии, в ладу.
Пала ночь на город. Солдатам в мирное время в ночную пору спать полагается. Спит весь полк, окромя тех, кто в караулах. Ангелам спать вообще не надо. И собрались солдатские ангелы-хранители в городском саду. Сгрудились вокруг командирского ангела и ласково ему выговаривают: «Что же твой унтер разбушевался? Был начальник справедливый, а теперь покоя от него нет!». Ангел и отвечает: «Ах, братцы! Получил мой унтер письмо из дома. Там его невеста за другого замуж вышла. Он с досады и лютует. Ну да я его успокою». Собрались ангелы петь хором, а запевалы нет. Стали его искать и нашли у пруда. Ангел им и рассказал, что у его подопечного солдата Антошки украли деньги, которые он матери собирался отослать. Тут подошёл другой ангел и говорит: «Деньги мой подопечный Прохор украл. Мне эту чёрную душу поручили, я её выполоскать должен». Проник ангел в сон солдата Прохора и напомнил всё хорошее, что Антон ему сделал. И достучался-таки ангел до совести вора. Проснулся Прохор и деньги Антону под подушку и подсунул.
Обрадовались ангелы, собрались в саду и запели прекрасными голосами солдатскую песню.

## Создатели
| Автор сценария и режиссёр             | Елена Чернова |
| Художники-постановщики                | Полина Новикова Валентин Телегин |
| Звукорежиссёр                         | Елена Николаева |
| Голос автора                          | Александр Леньков |
| Компьютерное обеспечение              | Леон Эстрин Елена Косинова |
| Аниматоры                             | Леон Эстрин Наталья Габибова Мария Дроздова Елена Косинова Надежда Лёмина Татьяна Остаточникова Ксения Щербакова Виктория Эйнутдинова Ирина Вертикова Елена Голянкова Светлана Зимина Елена Лазарева Юлия Некипелова Юрий Поворов Екатерина Шевелёва Ольга Антоненкова |
| Ассистент режиссёра                   | Оксана Фомушкина |
| Компоузинг                            | Алексей Почивалов |
| Директор картины                      | Игорь Гелашвили |
| Продюсер                              | Ирина Капличная |
| Над пластилиновой заставкой работали: | - Эдуард Назаров Степан Бирюков Алексей Почивалов Лев Землинский Юлия Сергеева Серафим Чёрный |
| Художественный совет проекта          | Эдуард Назаров, Валентин Телегин, Георгий Заколодяжный Елена Чернова Сергей Меринов |
| Генеральный продюсер проекта          | Игорь Гелашвили |
| Продюсер                              | Ирина Капличная |
| Автор проекта                         | Александр Татарский |

## Музыка
- Композитор — Рудольф Мануков
- Текст песни — Вадим Жук
- Вокал: Павел Диденко, Рузанна Аветисян, Олеся Павленко, Даниэлла Андреева, Валентин Телегин, Сергей Меринов, Александр Леньков

## Фестивали и награды
- 2009 — XIV Открытый Российский фестиваль анимационного кино в Суздале — Гран-при фестиваля[2].
- 2009 — XVIII Международный кинофестиваль «Золотой витязь» : в конкурсе анимационных фильмов награда «Серебряный витязь»[3] .
- 2009 — XVII Международный фестиваль «Окно в Европу» в Выборге в конкурсе анимационного кино — Главный приз «Золотая ладья»[4].
- 2009 — Международный фестиваль анимации для детей «Золотая рыбка-2009» — Гран-при фестиваля[5].
- 2009 — VI Международный благотворительный фестиваль «Лучезарный ангел»: призы от профессионального и детского жюри[6].
- 2009 — VII Международный фестиваль анимационных искусств «Мультивидение» — 1 место[7].